# Орлеан-Браганса, Луиш Гаштан
Принц Луиш Гаштан Орлеан-Браганса (порт. Príncipe Luiz Gastão Antônio Maria Filipe de Orleans e Bragança; 19 февраля 1911, Канны — 8 сентября 1931, Дрё) — член бразильский императорской семьи из династии Орлеан-Браганса, императорский принц Бразилии (14 ноября 1921 — 8 сентября 1931).
Полное имя принца — Луиш Гаштан Антониу Мария Фелипе Мигель Рафаэль Гонзага де Орлеан и Браганса и Бурбон.

## Биография
Принц Луиш Гаштан родился в Каннах (Франция). Второй сын принца Луиша Орлеан-Брагансы (1878—1920), и его супруги, Марии ди Грации Бурбон-Сицилийской (1978—1963). Его отец был вторым сыном принца Гастона Орлеанского, графа д’Э (1842—1922), и принцессы Изабеллы Бразильской (1846—1921). Мария ди Грация Пия была дочерью принца Альфонсо Бурбон-Сицилийского, графа ди Казерта (1841—1934), и принцессы Марии Антуанетты Бурбон-Сицилийской (1851—1938).

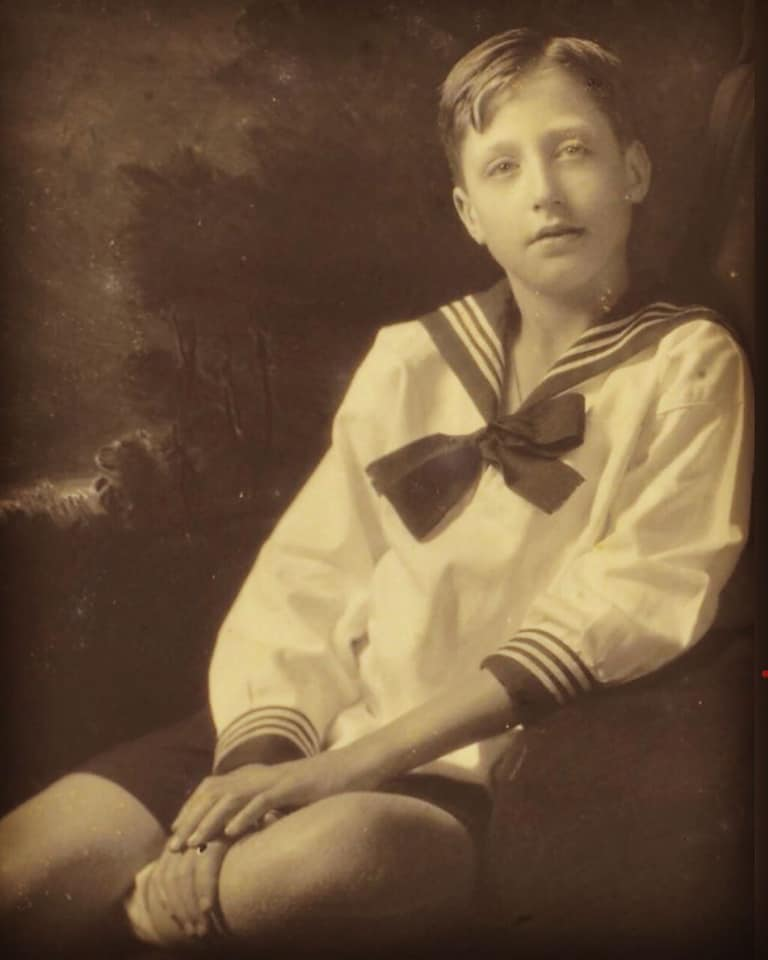
Принц Луиш Гаштан в 1922 году.

Бабка Луиша Гаштана по отцовской линии, принцесса Изабелла Бразильская, была наследницей бразильского императорского престола в 1847—1848, 1850—1889, 1889—1891 годах, а также регентшей империи в 1871—1872, 1876—1877 и 1887—1888 годах. Её отец Педру II (1825—1891), был последним императором Бразилии (1831—1889), пока он не был свергнут в 1889 году в результате восстания. Старший сын и наследник принцессы Изабеллы, Педру де Алькантара Орлеан-Браганса, принц Грао-Пара (1875—1940), в 1908 году отказался от своих прав на наследование бразильского императорского престола, передав правопреемство своему младшему брату, принцу Луишу (1878—1920). В 1920 году после смерти принца Луиша его старший сын, принц Педру Энрике Орлеан-Браганса (1909—1981), старший брат Луиша Гаштана, стал императорским принцем Бразилии. В 1921 году после смерти своей бабки Изабеллы Бразильской Педру Энрике стал главой бразильского императорского дома, а его младший брат, принц Луиш Гаштан Орлеан-Браганса, стал его номинальным наследником, получив титул императорского принца Бразилии.
8 сентября 1931 года 20-летний неженатый принц Луиш Гаштан Орлеан-Браганса скончался в Нёйи-сюр-Сене (департамент О-де-Сен, Франция). Его похоронили в орлеанском мавзолее в Дре. После его смерти титул императорской принцессы унаследовала его сестра, принцесса Пиа Мария Орлеан-Браганса (1913—2000). Она носила этот титул до рождения в 1938 году своего племянника, принца Луиша, старшего сына принца Педру Энрике.